# Carolina Luísa de Hesse-Darmstadt
Carolina Luísa de Hesse-Darmstadt (em alemão: Karoline Luise von Hessen-Darmstadt; 11 de julho de 1723 — 8 de abril de 1783) foi uma nobre germânica, filha única do conde Luís VIII de Hesse-Darmstadt e Carlota de Hanau-Lichtenberg. Em 1751, casou com o marquês Carlos Frederico de Baden-Durlach, com quem teve Carlos Luís, Frederico, Luís I, Luísa Carolina e quatro crianças natimortas. Carolina e seu marido devotaram boa parte da vida ao patrocínio das artes e mantiveram ativa correspondência com importantes figuras de seu tempo, como Voltaire.